# Бёрн-Джонс, Эдвард
Сэр Э́двард Ко́ли Бёрн-Джонс, первый баронет, или Э́дуард Ко́ули Берн-Джо́нс (англ. Sir Edward Coley Burne-Jones, 1st Baronet; 28 августа 1833 года, Бирмингем, Великобритания — 17 июня 1898 года, Лондон, Великобритания) — близкий по духу к прерафаэлитам английский рисовальщик и живописец, художник-график, один из наиболее видных представителей движения искусств и ремёсел Уильяма Морриса. Известен картонами для витражей, рисунками к шпалерам, мозаикам, изделиям из керамики. Занимался оформлением книг и книжной иллюстрацией.

## Биография

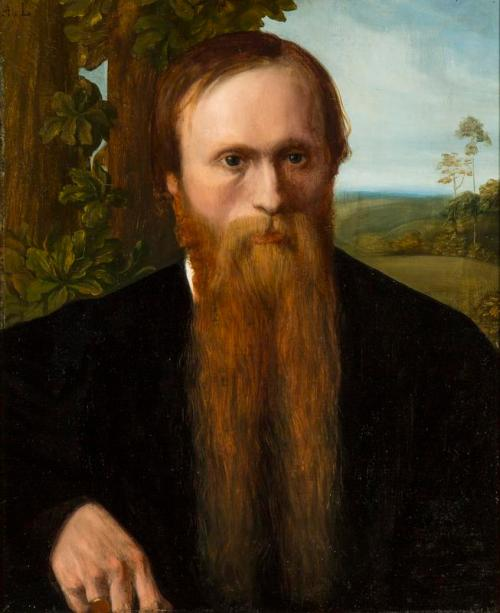
А. Легро. Портрет Э. Бёрн-Джонса. Между 1868 и 1869. Дерево, масло. Галерея искусств, Эбердин, Англия

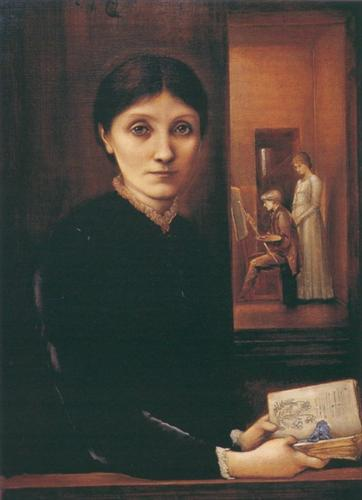
Портрет жены Джорджианы Бёрн-Джонс с двумя детьми Филиппом и Маргарет на дальнем плане. 1883. Холст, масло

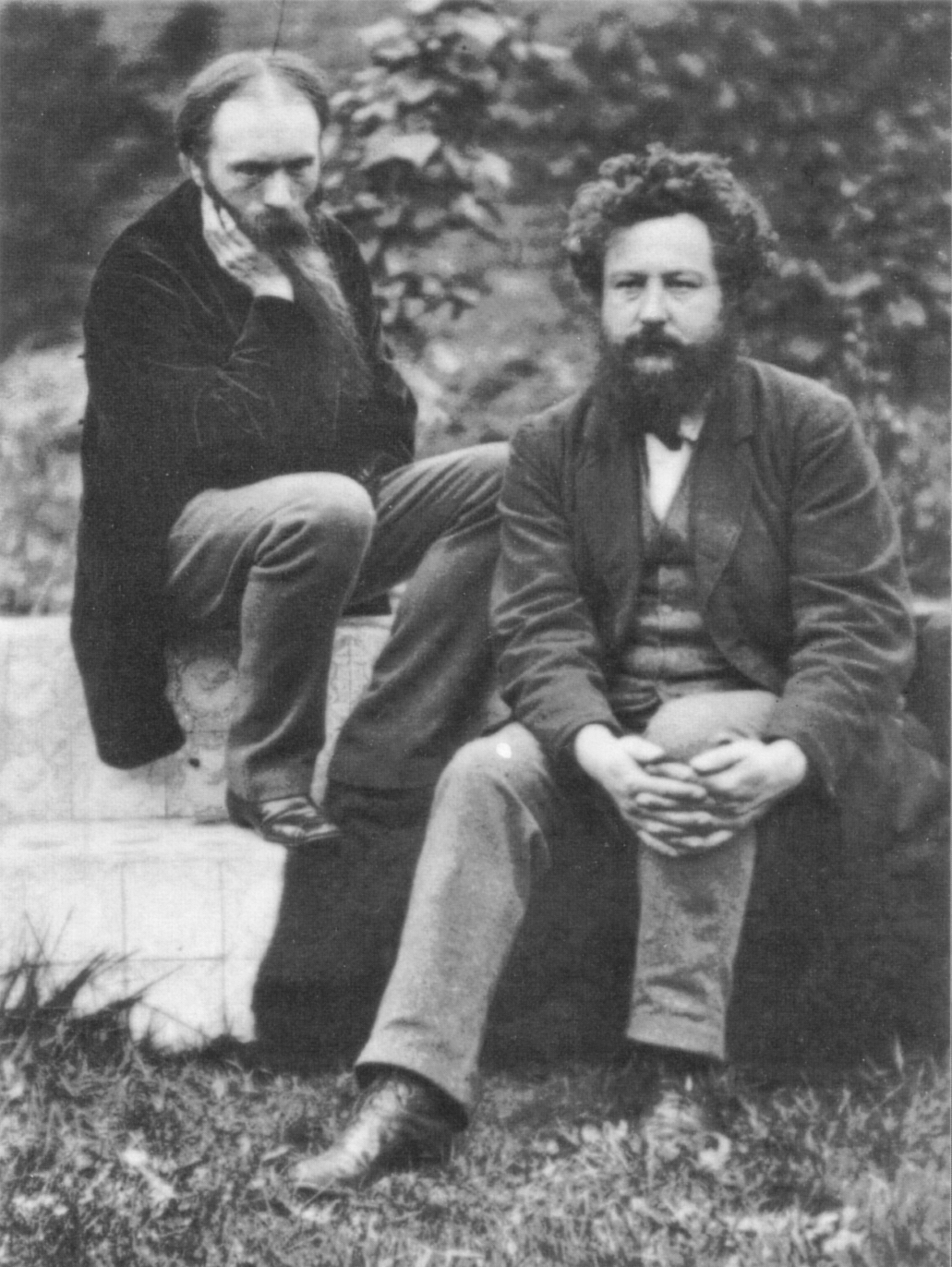
Э. Бёрн-Джонс и У. Моррис. Фотография 1874 г.

Бёрн-Джонс родился в Бирмингеме в семье валлийца Эдварда Ричарда Джонса, багетчика из Беннеттс-Хилл, получал начальное образование с 1844 года в Бирмингемской гимназии короля Эдуарда VI (Birmingham’s King Edward VI grammar school) и с 1848 по 1852 год в Бирмингемской школе искусств (Birmingham School of Art). В 1853 году изучал теологию в Эксетерском колледже Оксфордского университета. Там же познакомился с Уильямом Моррисом, и оба, находясь под впечатлением картин прерафаэлитов, приняли решение отказаться от богословия ради живописи. Бёрн-Джонс намеревался стать церковным священником, но оставил колледж, не получив диплома. Когда в 1856 году Данте Габриэль Россетти встретился с Уильямом Моррисом и Эдвардом Бёрн-Джонсом, это событие стало началом нового этапа в развитии движения прерафаэлитов.
В феврале 1857 года Россетти писал Уильяму Беллу Скотту: «Двое молодых людей, редакторы журнала „Oxford and Cambridge Magazine“, недавно приехали в город из Оксфорда и теперь стали моими близкими друзьями. Их зовут Моррис и Джонс. Они стали художниками, вместо того чтобы выбрать какую-либо иную карьеру, к которой обычно приводит университет, и оба — люди поистине гениальные. Произведения Джонса — это шедевры мастерства и детализации, непревзойденные, и являются, пожалуй, лучшими работами после Альбрехта Дюрера».
Бёрн-Джонс был частым и желанным гостем в доме архитектора Робинсона (дочери которого Агнес Мэри Фрэнсис и Фрэнсис Мэйбл были писательницами), ставшим главным местом встреч художников и писателей движения прерафаэлитов: Уильяма Майкла Россетти, Уильяма Морриса, Уильяма Холмана Ханта, Джеймса Уистлера, Артур Саймонс, Форда Мэдокса Брауна и Матильды Блайнд.
В 1856 году Бёрн-Джонс обручился с Джорджианой (Джорджи) Макдональд (1840—1920), одной из сестёр Макдональд. Она училась на живописца, и была сестрой старого школьного друга Бёрн-Джонса. В 1860 году пара поженилась. Джорджиана увлеклась гравированием по дереву. Она была подругой известной писательницы Джордж Элиот. (Другая сестра Макдональд вышла замуж за художника Эдварда Пойнтера, третья — за владельца металлургических предприятий Альфреда Болдуина и стала матерью премьер-министра Стэнли Болдуина, а третья — матерью Редьярда Киплинга. Таким образом, Киплинг и Болдуин были племянниками Бёрн-Джонса).
Джорджиана в 1861 году родила сына Филиппа. Второй сын, рождённый зимой 1864 года, когда Джорджиана болела скарлатиной, умер вскоре после рождения. Затем семья переехала в дом № 41 на Кенсингтон-сквер, и их дочь Маргарет родилась там в 1866 году.
В 1867 году Бёрн-Джонс и его семья переехали в Гранж, дом XVIII века в Фулеме с большим садом. В течение 1870-х годов Бёрн-Джонс почти не выставлял своих работ, переживая враждебные нападки прессы и страстный роман (описанный как «эмоциональная кульминация его жизни») с греческой моделью Марией Замбако, закончившийся её попыткой совершить самоубийство, бросившись в канал Регента. В эти тяжёлые годы Джорджиана стала близким другом Морриса, чья жена Джейн была влюблена в Россетти. Джорджи и Моррис могли быть влюблены друг в друга, но, если он и просил её оставить мужа, она отказала. В конце концов Бёрн-Джонсы, как и Моррисы, остались вместе, но Джорджи и Моррис были близки до конца жизни.
Их сын Филипп (скончался в 1926 году) стал известным портретистом. Их любимая дочь Маргарет (умерла в 1953 году) вышла замуж за Джона Уильяма Маккейла, друга и биографа Морриса. Их дети Анджела Тёркелл и Деннис Маккейл стали писателями.
В 1884 году за картину «Король Кофетуа и нищенка» Бёрн-Джонс получил Орден Почётного легиона. В 1894 году был удостоен титула баронета.
В 1885 году Эдвард Бёрн-Джонс был избран ассоциированным членом Королевской Академии Художеств в Лондоне, но в 1893 году отказался от этого звания.
В 1891 году Джонс был избран членом Гильдии работников искусства (Art Workers Guild). Длительная болезнь на время задержала творчество художника, которое, возобновившись, было в основном сосредоточено на декоративных проектах. Выставка его работ прошла в Новой галерее Лондона зимой 1892—1893 годов. К этому периоду относятся его сравнительно немногочисленные портреты.
Проблемы со здоровьем прервали работу художника над произведениями, главным из которых была масштабная картина «Артур в Авалоне». Уильям Моррис умер в 1896 году, и душевное состояние Бёрн-Джонса значительно ухудшилось из-за переживаний о потере друга. В 1898 году он перенёс грипп и, по-видимому, выздоровел, но снова внезапно заболел и умер 17 июня 1898 года. Панихида состоялась шесть дней спустя в Вестминстерском аббатстве. Его прах был захоронен на кладбище церкви Святой Маргариты в Роттингдине, месте, которое он знал по летним семейным каникулам. Зимой после его смерти в Новой галерее прошла вторая выставка его живописных произведений, а в Бёрлингтонском клубе изящных искусств (Burlington Fine Arts Club) — выставка его рисунков.

## Творчество
В двадцатидвухлетнем возрасте Бёрн-Джонс открыл для себя роман Томаса Мэлори «Смерть Артура», и до конца своей жизни, как и Обри Бёрдсли, он создавал иллюстрации: рисунки и картины, к этому произведению.
Красота и таинственность древних преданий пленили Бёрн-Джонса ещё и потому, что это были христианские предания, отражающие тему битвы добра и зла, греха и спасения. В отличие от тех, кто в прагматический век потерял веру в Бога, Бёрн-Джонс, будучи романтиком по природе, сохранил веру в христианские добродетели, высшую любовь и благородство. За два года до смерти он писал: «Поразительно, но история о Святом Граале всегда была в моих мыслях… Есть ли в мире что-нибудь столь же прекрасное?» .
В 1858 году он создал первую иллюстрацию к «Кентерберийским рассказам» Джеффри Чосера, поэта, которого он особенно любил и который вдохновлял его бесконечными сюжетами. В 1859 году Бёрн-Джонс совершил своё первое путешествие в Италию. Он посетил Флоренцию, Пизу, Сиену, Венецию и другие города, и, по-видимому, нашёл нежную и романтичную живопись сиенцев более привлекательной, чем любая другая школа. Влияние Россетти сохранилось и, сильнее, чем когда-либо прежде, в двух акварелях 1860 года — «Сидония фон Борк» и «Клара фон Борк». Обе картины иллюстрируют готический роман леди Уайльд «Сидония-волшебница» 1849 года, являющийся переводом «Сидония фон Борк: Монастырская гадалка» (1847) Иоганна Вильгельма Мейнхольда .
В 1864 году Бёрн-Джонс был избран членом Общества художников-акварелистов, известного как «Старое общество акварелистов» (Old Water-Colour Society), и выставил, среди прочих работ, «Милосердного рыцаря». В 1870 году Бёрн-Джонс вышел из Общества после скандала вокруг его картины «Филис и Демофонт». Черты Марии Замбако, всем известной художницы и натурщицы, были отчётливо узнаваемы в едва прикрытой Филис, а неприкрытая нагота Демофонта в сочетании с намёком на сексуальную андрогинность оскорбляла викторианские чувства.
Вначале Бёрн-Джонс работал почти исключительно акварелью, затем стал писать картины маслом, работая над ними поочерёдно. В 1877 году он выставил восемь картин маслом в галерее Гросвенор, новом конкуренте Королевской академии художеств. Среди них была картина «Очарование Мерлина». Время было выбрано удачно, и Бёрн-Джонс стал провозвестником нового эстетического движения.
В те годы Бёрн-Джонс много рисовал обнажённое мужское тело, добиваясь ощущения чувственности, как и в женских лицах, но не переходящей дозволенного. Детализация и излишний натурализм других прерафаэлитов нехарактерны для искусства Бёрн-Джонса. Его герои статичны, задумчивы, их лица отрешены, а позы скорее напоминают изящные силуэты классических статуй. На картинах почти нет динамики, только созерцание.

## Галерея картин

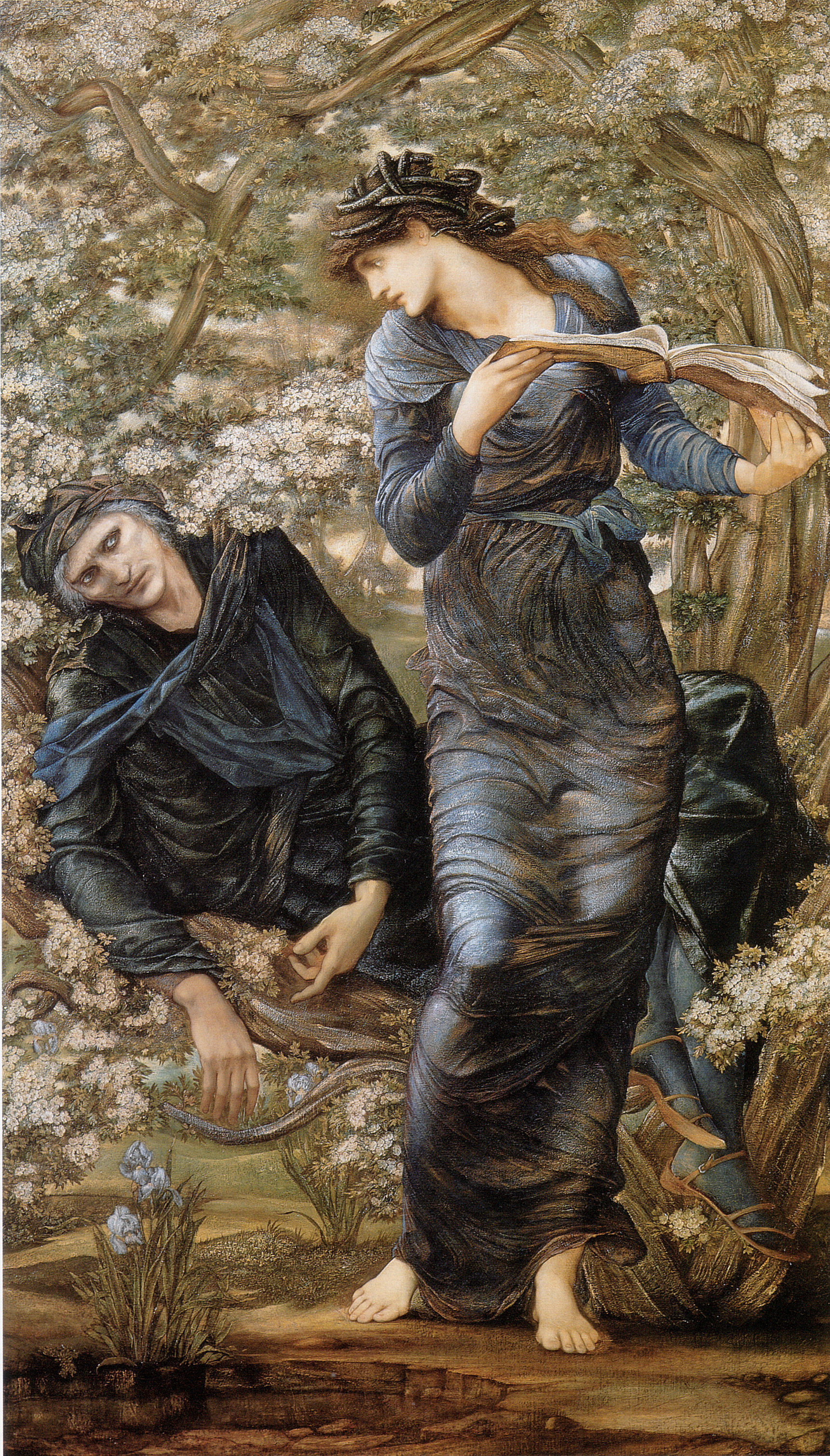
Зачарованный Мерлин. 1872—1877. Холст, масло. Художественная галерея леди Левер, Порт-Санлайт, Ливерпуль, Англия
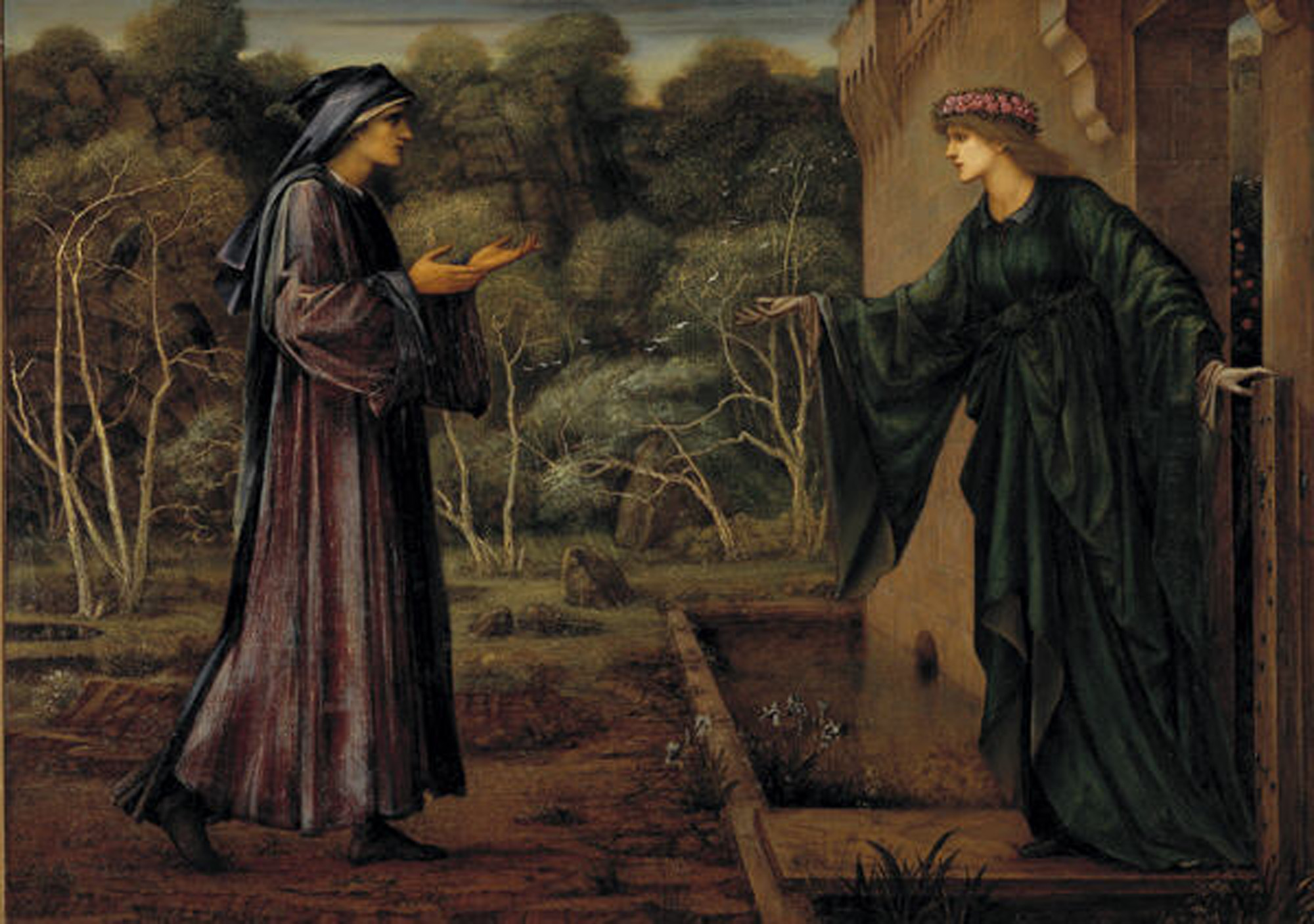
Пилигрим у ворот праздности. 1884. Холст, масло. Музей искусств, Даллас, Техас, США
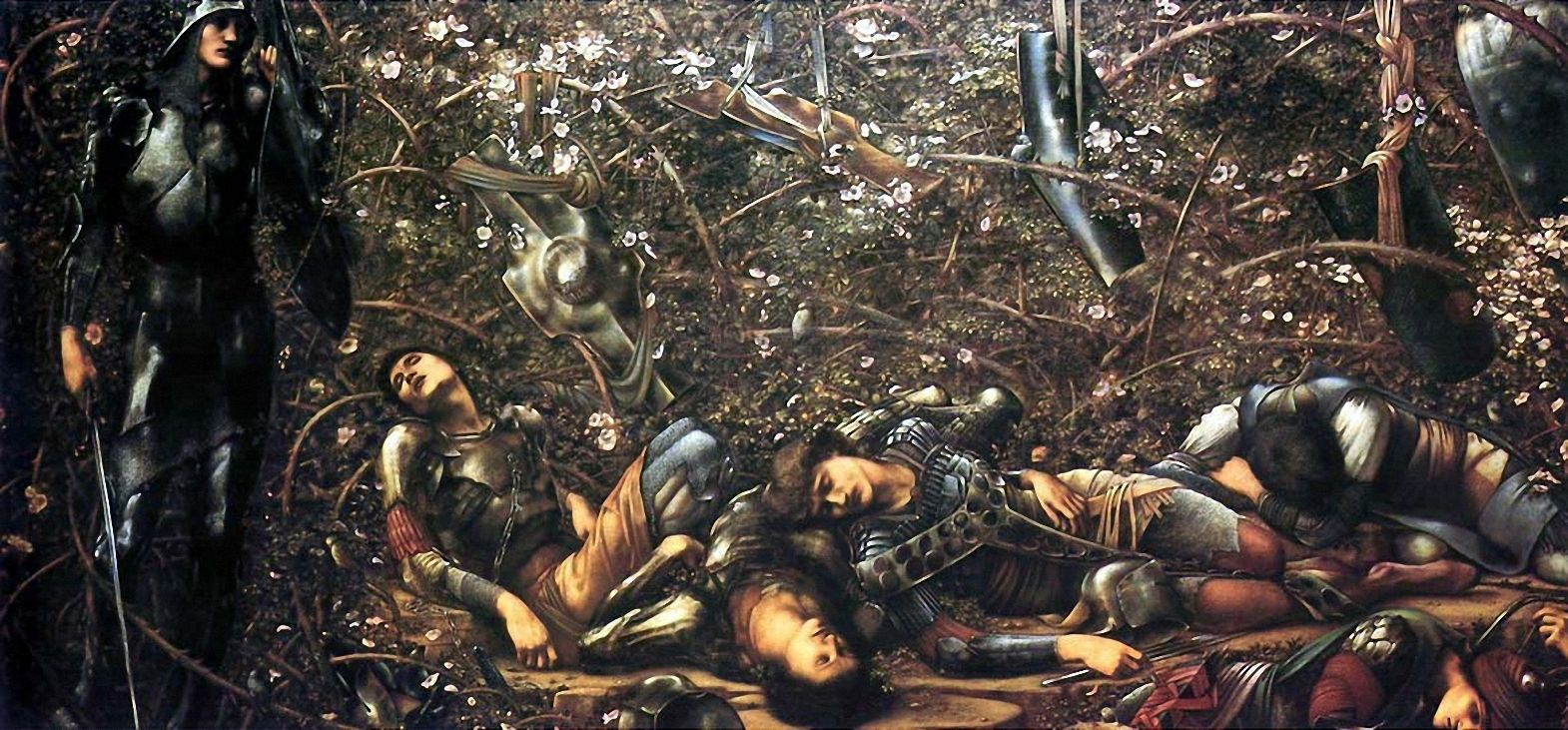
Терновый лес из «Легенды о шиповнике». 1890. Холст, масло. Бускот, Оксфордшир
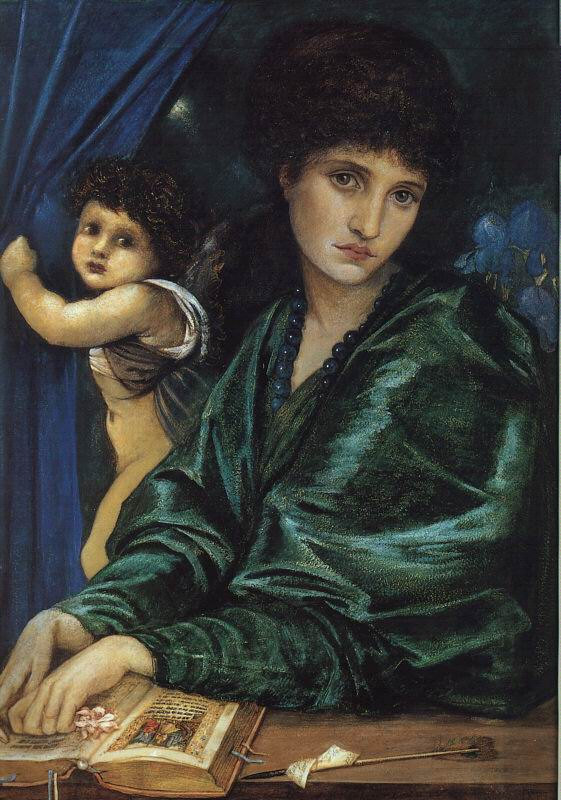
Портрет Марии Замбако. 1870
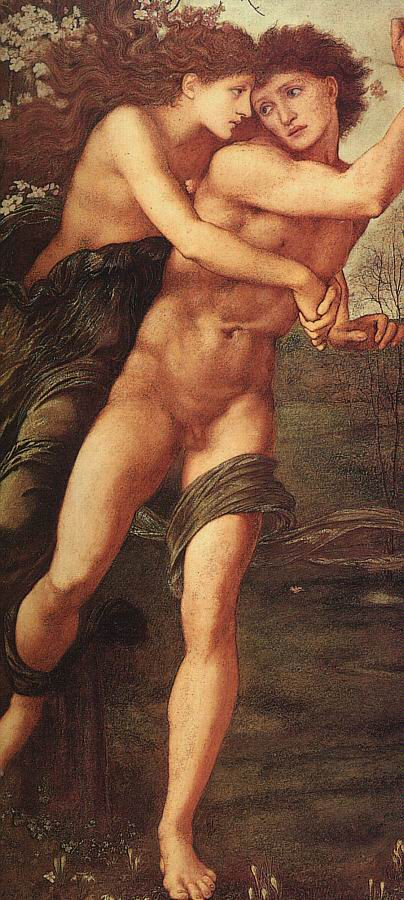
Филис и Демофонт. 1870. Бумага, гуашь. Художественная галерея, Бирмингем
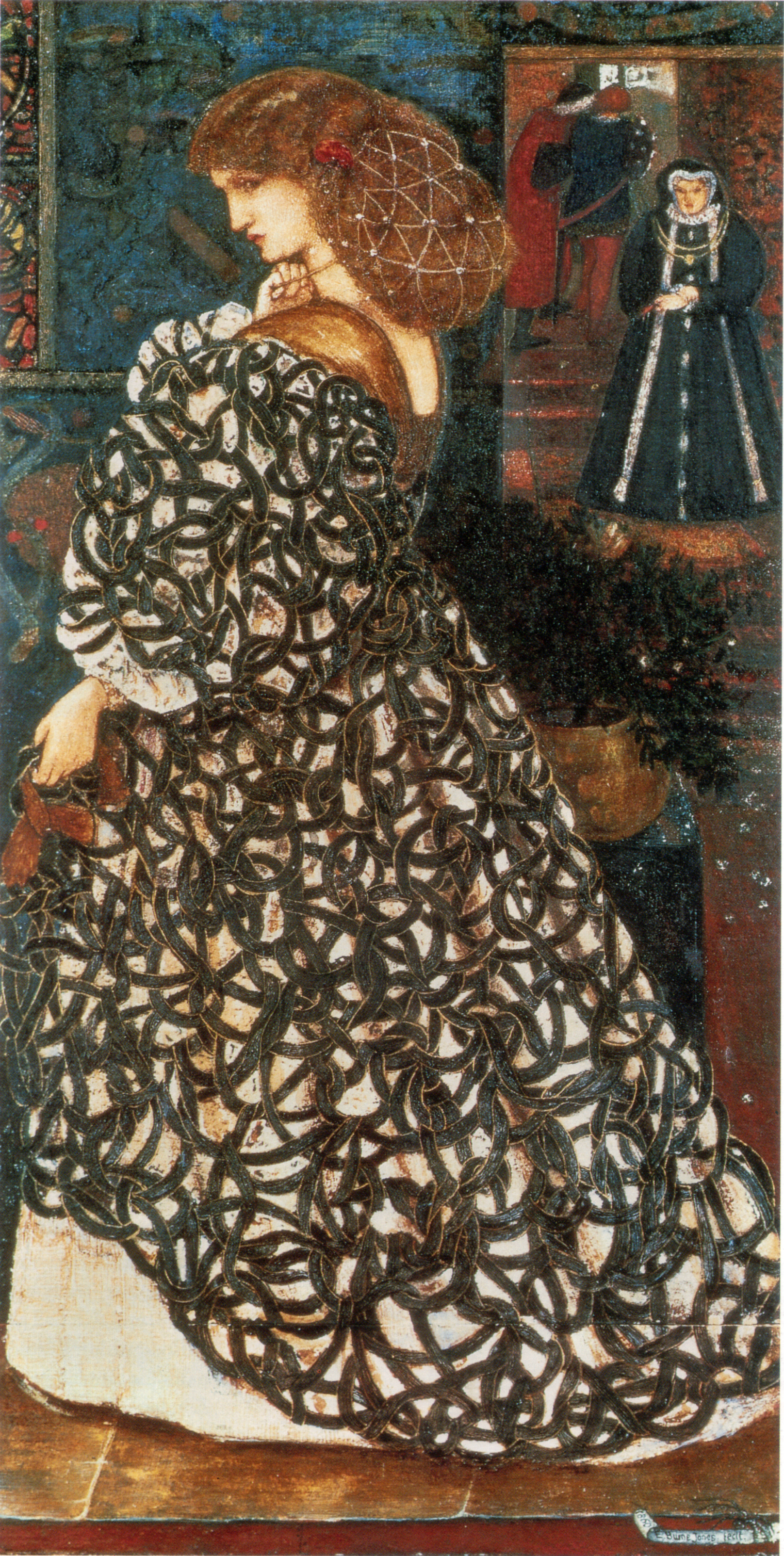
Сидония фон Борк. 1860. Бумага, акварель, гуашь. Галерея Тейт, Лондон
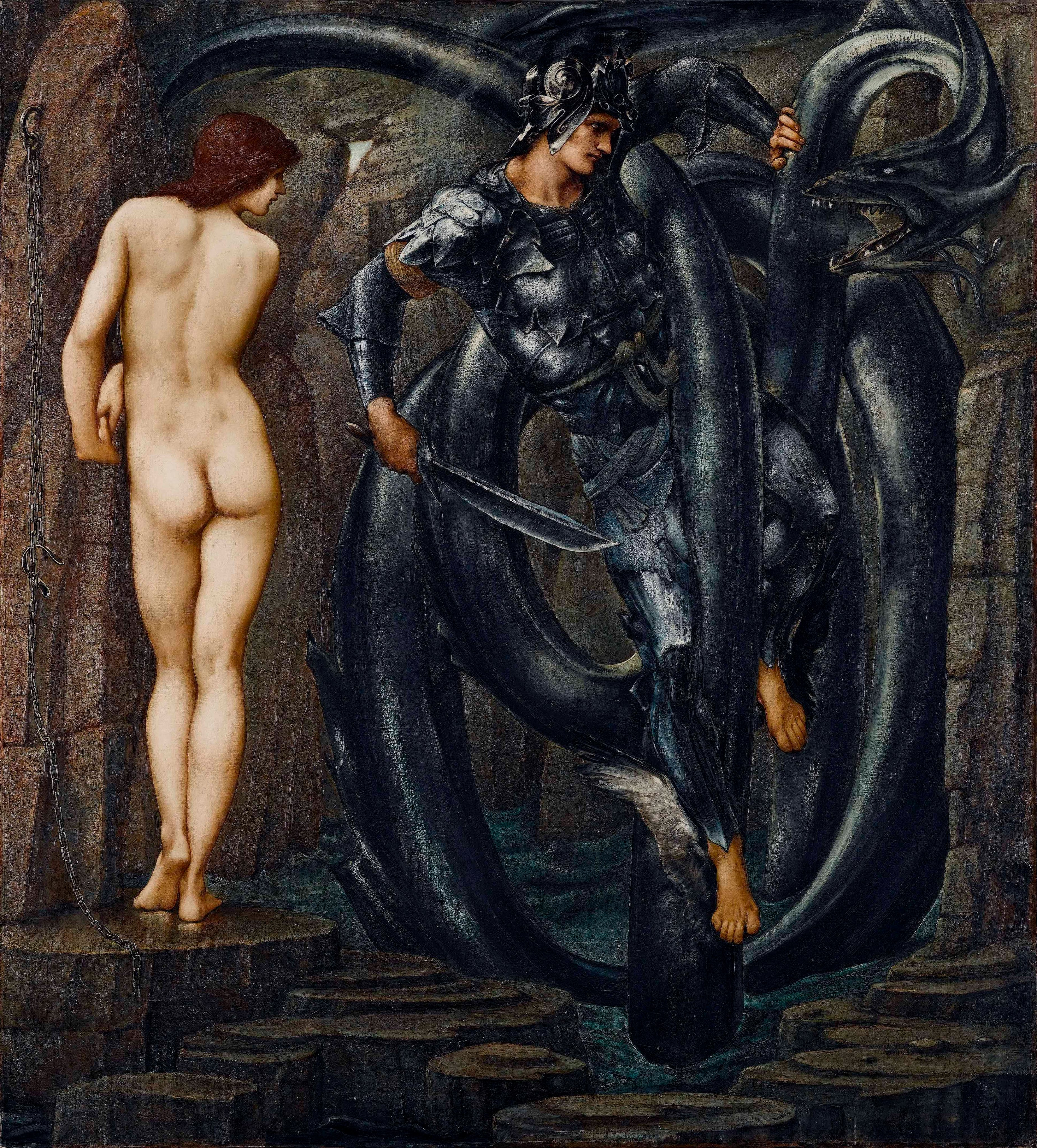
Персей. 1888. Холст, масло. Картинная галерея, Саутгемптон
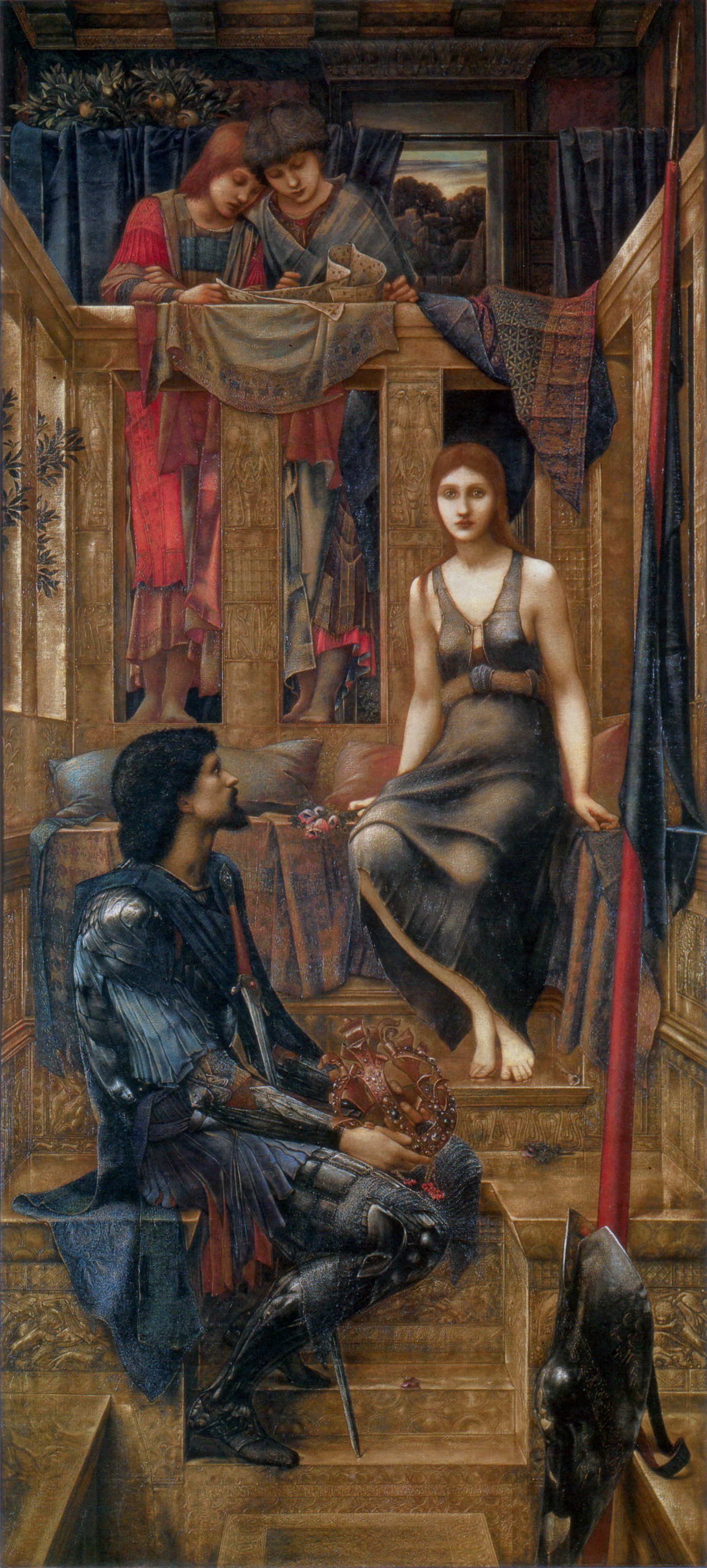
Король Кофетуа и нищенка. 1880–1884. Холст, масло
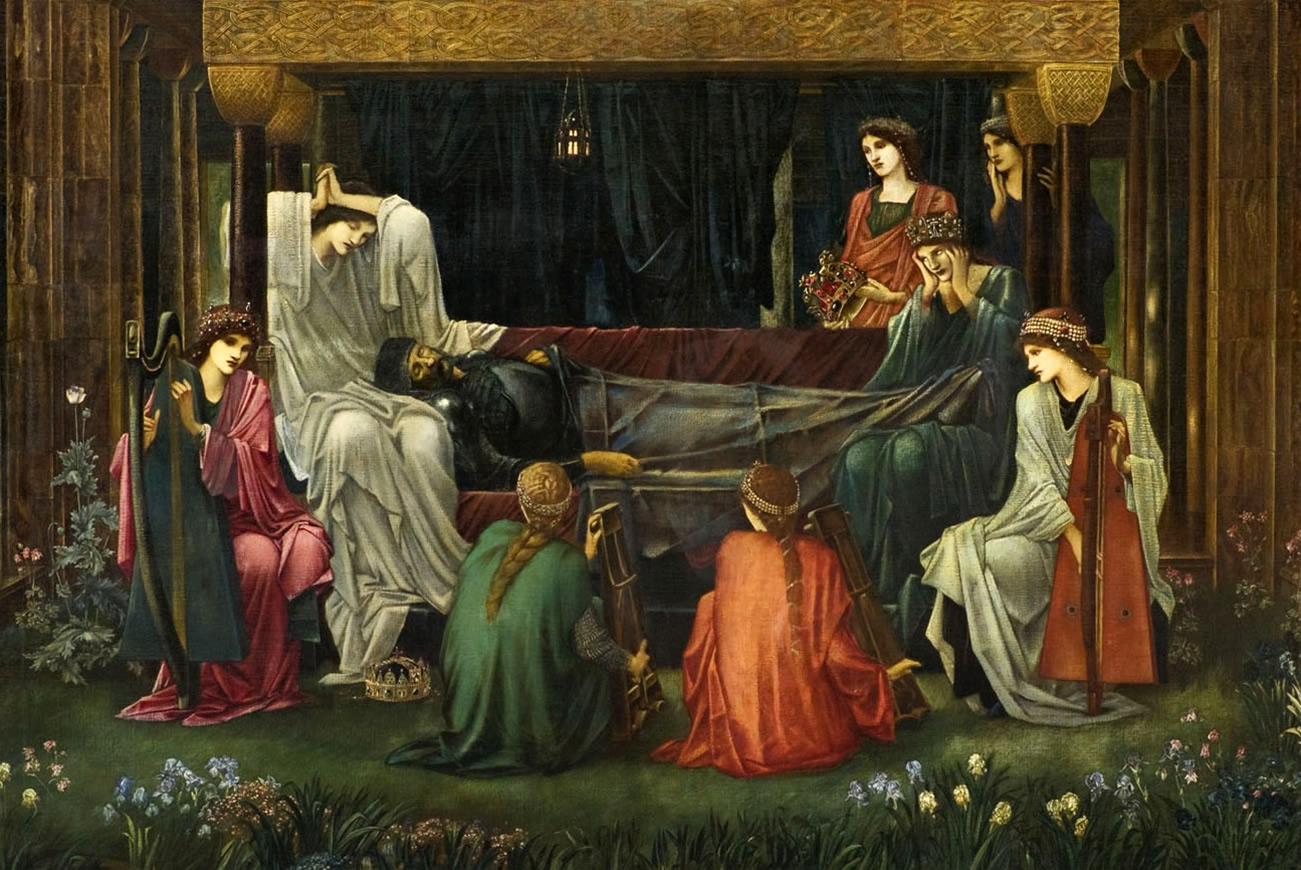
Последний сон короля Артура. 1898. Холст, масло. Музей искусств. Понсе, Пуэрто-Рико, США
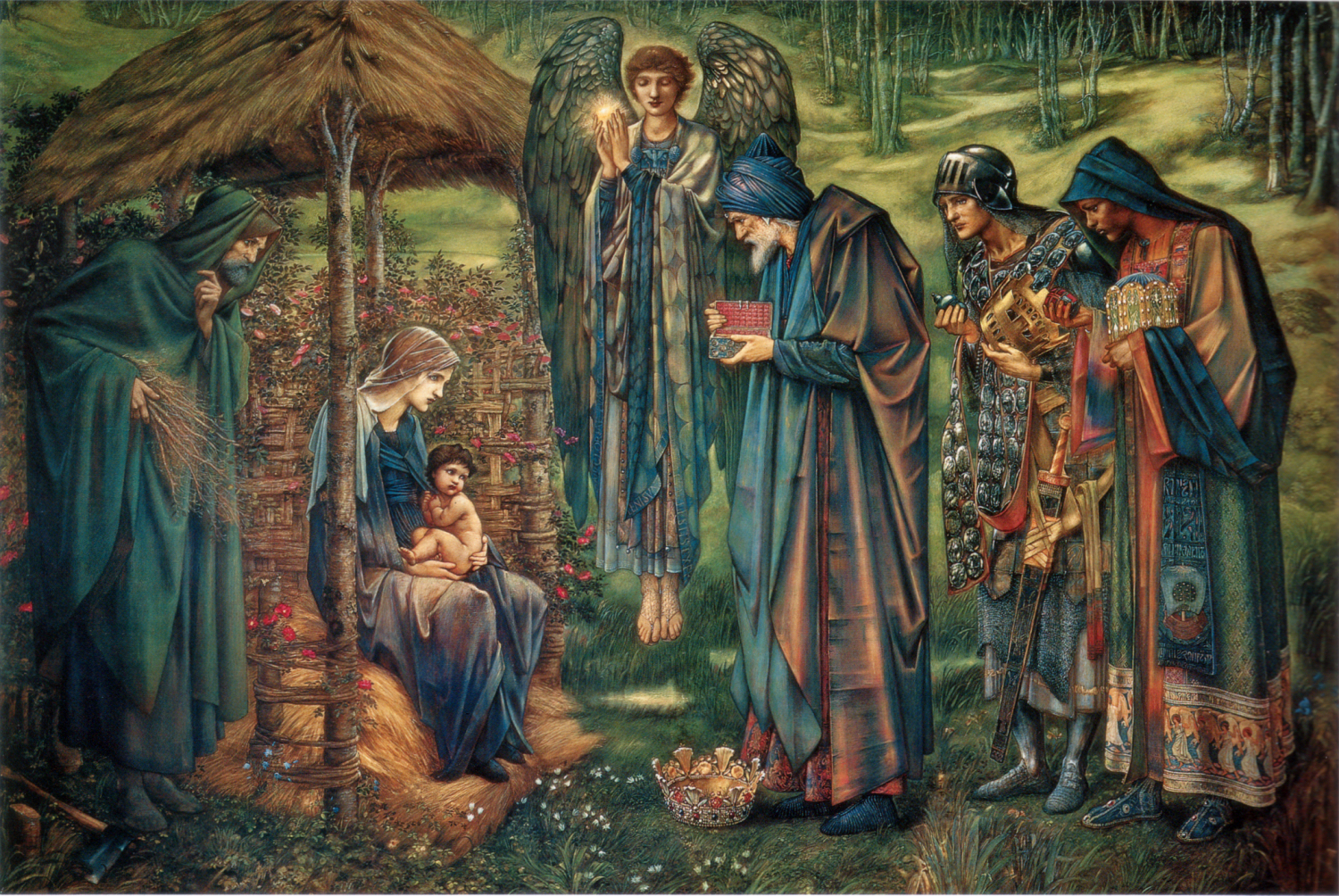
Вифлеемская звезда. 1890. Бумага, акварель, белила. Галерея искусств, Бирмингем, Англия
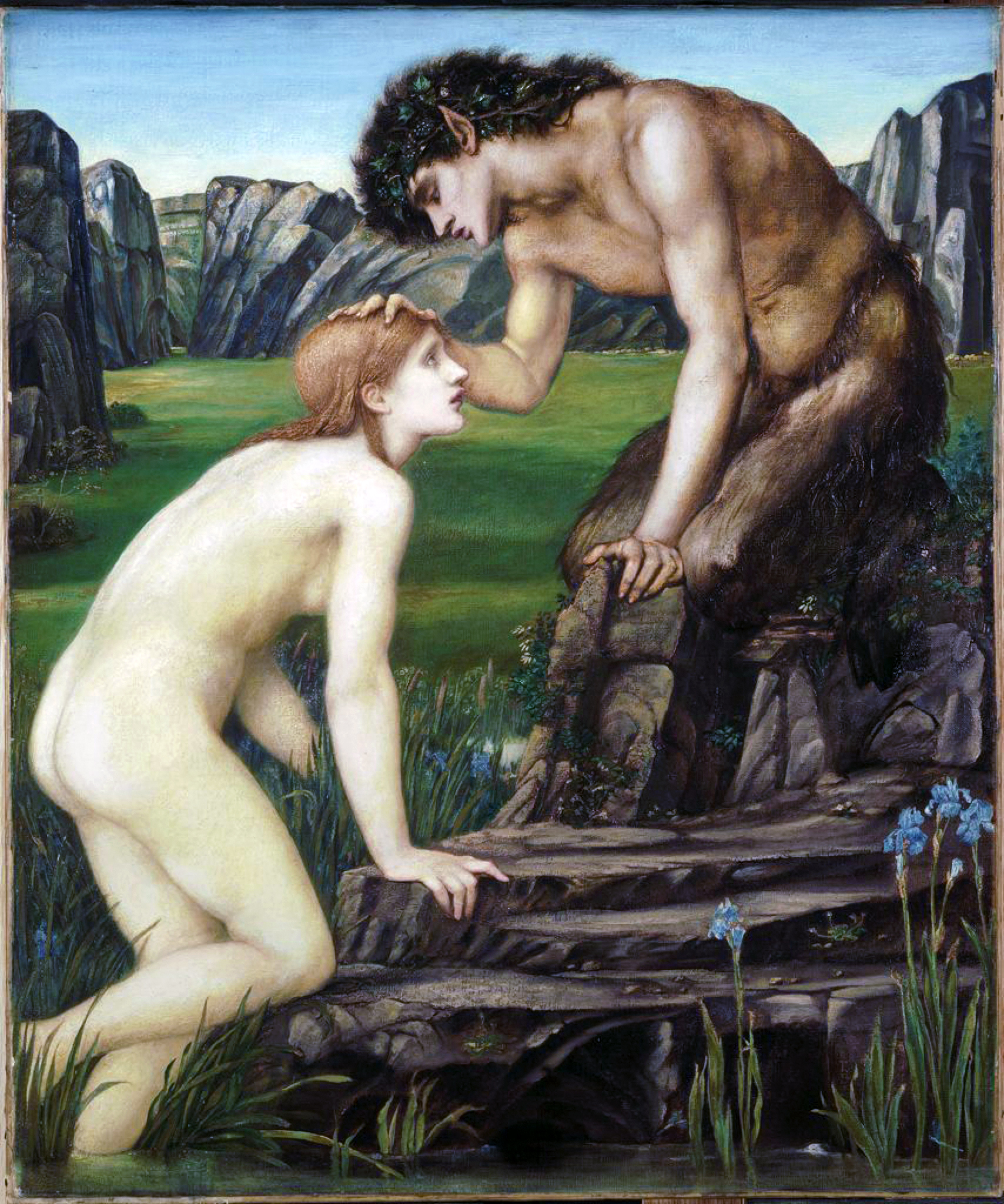
Пан и Психея. Между 1872 и 1874. Холст, масло. Художественный музей Фогга. Кембридж, Массачусетс, США
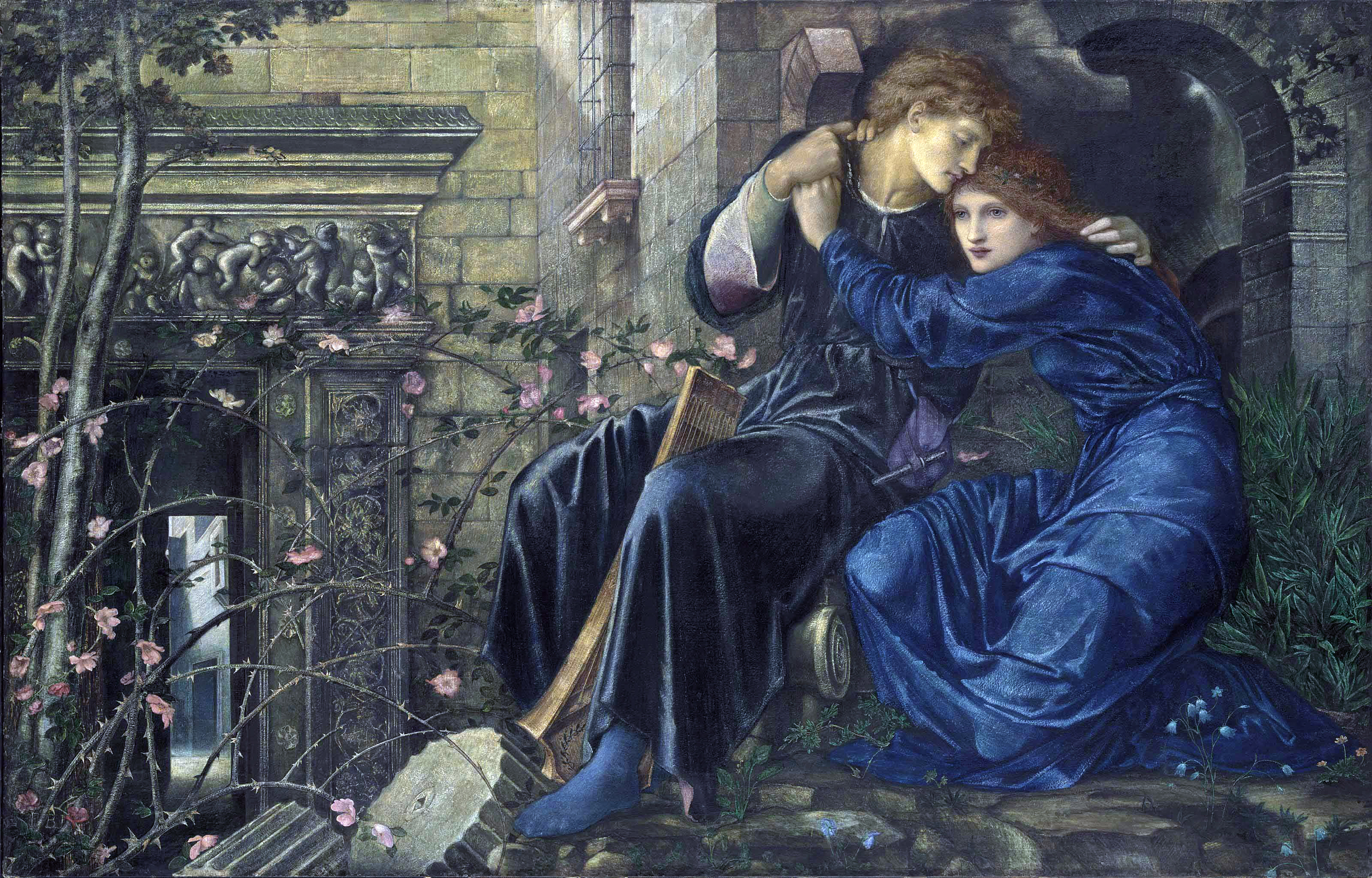
Любовь среди руин. 1873

В 1861 году Уильям Моррис основал фирму декоративно-прикладного искусства «Моррис, Маршалл, Фолкнер и К°». Партнёрами фирмы стали Россетти, Бёрн-Джонс, Форд Мэдокс Браун и Филип Уэбб, а также Чарльз Фолкнер и Питер Пол Маршалл, первый из которых был членом Оксфордского братства, а второй — другом Брауна и Россетти. В проспекте указывалось, что фирма будет заниматься резьбой по дереву, витражами, изделиями из металла, обоями, ситцем (набивными тканями) и коврами.
На Международной выставке 1862 года, произведения фирмы привлекли внимание, и впоследствии она процветала. Два важных светских заказа помогли мастерским Морриса укрепить репутацию в конце 1860-х годов: королевский проект в Сент-Джеймсском дворце и «зелёная столовая» в Южно-Кенсингтонском музее (ныне Музей Виктории и Альберта) 1867 года, в которой были представлены витражи и панно работы Бёрн-Джонса.
Украшение церквей с самого начала также было важной частью заботы художников. В 1871 году компания Morris & Co. отвечала за витражи в церкви Всех Святых, спроектированные Бёрн-Джонсом для Альфреда Болдуина, зятя его жены. В 1875 году фирма была реорганизована в Morris & Co., и Бёрн-Джонс продолжал создавать проекты витражей, а позднее и гобеленов до конца своей карьеры. Девять окон, спроектированных им и изготовленных в мастерских Morris & Co, были установлены в церкви Святой Троицы во Фроме. Витражи в соборе Крайст-Чёрч и других зданиях Оксфорда выполнены Morris & Co. по проектам Бёрн-Джонса. Другие окна находятся в соборе Святого Филиппа в Бирмингеме, церкви Святой Эдиты в Тамворте, соборе Солсбери, церкви Святого Мартина на Булл-Ринге в Бирмингеме, церкви Святой Троицы на площади Слоун в Челси, приходской церкви Святых Петра и Павла в Кромере, церкви Святого Мартина в Брамптоне в Камбрии (церковь спроектирована Филиппом Уэббом), церкви Святого Михаила в Брайтоне, церкви Троицы во Фроме, церкви Всех Святых на Джизус-Лейн в Кембридже, зале Святого Эдмунда, церкви Святой Анны в Браун-Эдж, Стаффордширских пустошах, Кельвинсайд-Хилл.
Хотя Бёрн-Джонс был известен прежде всего как живописец и художник-декоратор, он активно работал и как иллюстратор, способствуя популяризации эстетики прерафаэлитов. В период с 1892 по 1898 год он оформлял книги для издательства «Kelmscott Press».
В 1894 году театральный менеджер и актёр Генри Ирвинг поручил Бёрн-Джонсу создать декорации и костюмы для постановки «Короля Артура».
Искусство Бёрн-Джонса отражала основные идеи Эстетического движения в Англии того времени. Цель Бёрн-Джонса в искусстве лучше всего выражена в его собственных словах, написанных другу: Под картиной я подразумеваю прекрасную, романтическую мечту о чём-то, чего никогда не было и никогда не будет — в свете, превосходящем любой свет, когда-либо сиявший — в стране, которую никто не может ни определить, ни вспомнить, лишь желать — и формы божественно прекрасны — и вот я просыпаюсь с пробуждением Брюнхильды.
Тем не менее, Бёрн-Джонса не следует считать консервативным и полностью ретроспективным художником. Его индивидуальный стиль не был точным повторением искусства итальянского проторенессанса, а, скорее, актуальной попыткой стилизации, oснованной на эклектичном соединении элементов неоготики, романтической неоклассики и маньеризма. «Такое соединение было типичным для движения „Готического возрождения“ в Англии (Gothic Revival). В отличие от оригиналов, на которые ориентировался Бёрн-Джонс, в его изобразительных композициях доминирует не пластическое, а литературное, сюжетное и описательное, начало» .
Творчество Бёрн-Джонса оказало влияние на многих, в том числе на художника-прерафаэлита Джона Стэнхоупа. В последующие годы отношение к творческому наследию Бёрн-Джонса существенно менялось. После периода модерна, в поисках истинно современного стиля, ретроспективные стилизации вызывали, в лучшем случае, иронично-снисходительное отношение.
Русский художник и теоретик искусства Андрей Васнецов (внук живописца Виктора Васнецова), в  статье «Критерии самоценности и искус стилизаторства», сравнивая фрагмент фрески Джотто «Встреча Иоакима и Анны» Капелла Скровеньи Капеллы дель Арена в Падуе, произведения, которому стремился подражать Бёрн-Джонс в картине «Вифлеемская звезда (Поклонение волхвов)», отмечал: «Если у Джотто каждая деталь сразу относится ко всему как структурный элемент целого и не только картины, но и всего архитектурного пространства, то у Бёрн-Джонса отношение к деталям определяется собственно литературным, а не пластическим пониманием первоисточников. Например, орнамент одежды не входит в общую систему силуэта… Художник не достигает цели большого искусства и не выдерживает никакого сравнения с великими образцами, которым он пытался подражать» .

## Витражи по картонам Бёрн-Джонса

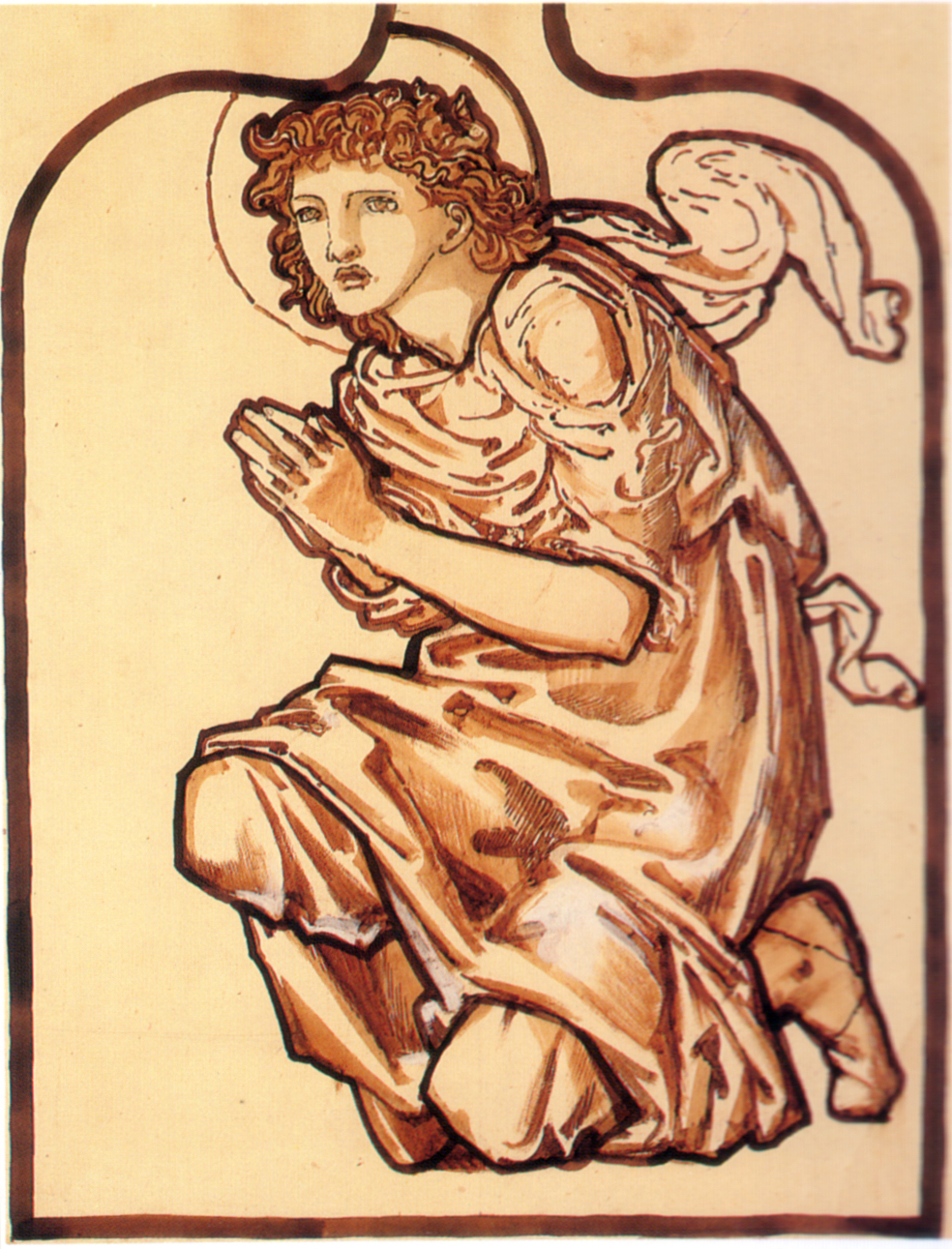
Картон к «Окну Даниила» церкви Сент-Мартин-он-зе-Хилл, Скарборо, Йоркшир. 1873
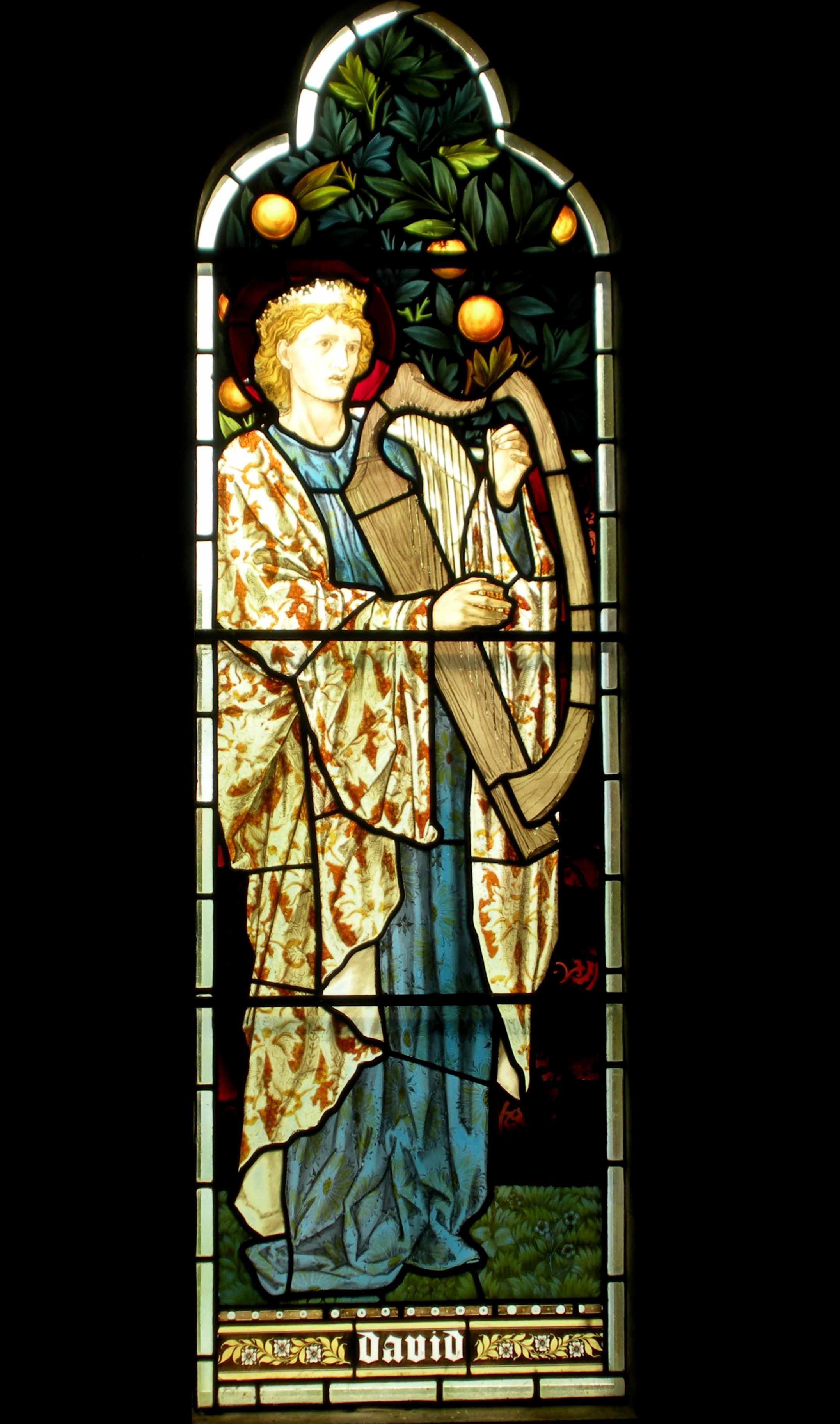
Царь Давид. Церковь Святого Михаила и всех ангелов, Уотерфорд, Хартфордшир. 1872
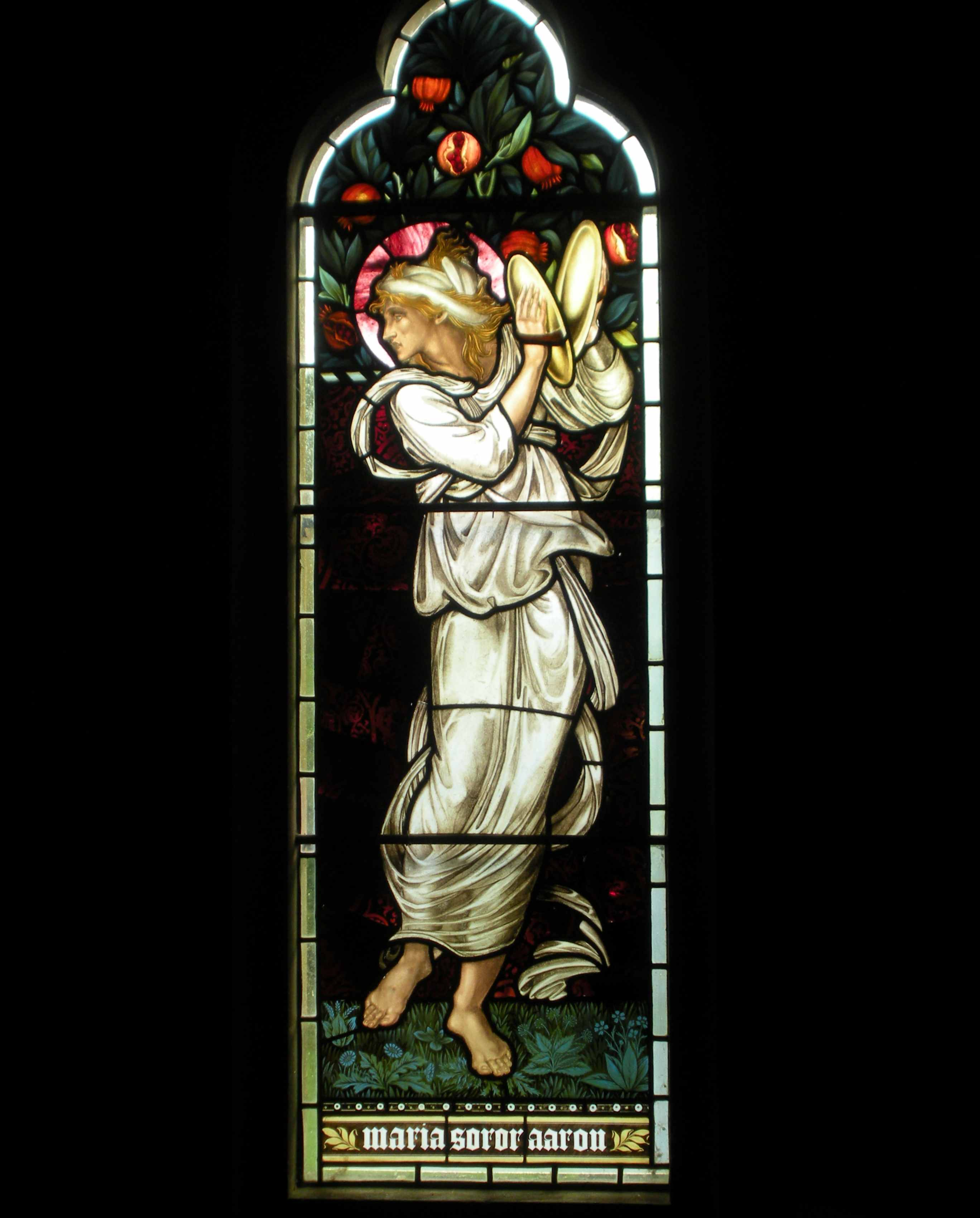
Мириам. Церковь Святого Михаила и всех ангелов, Уотерфорд, Хартфордшир. 1872
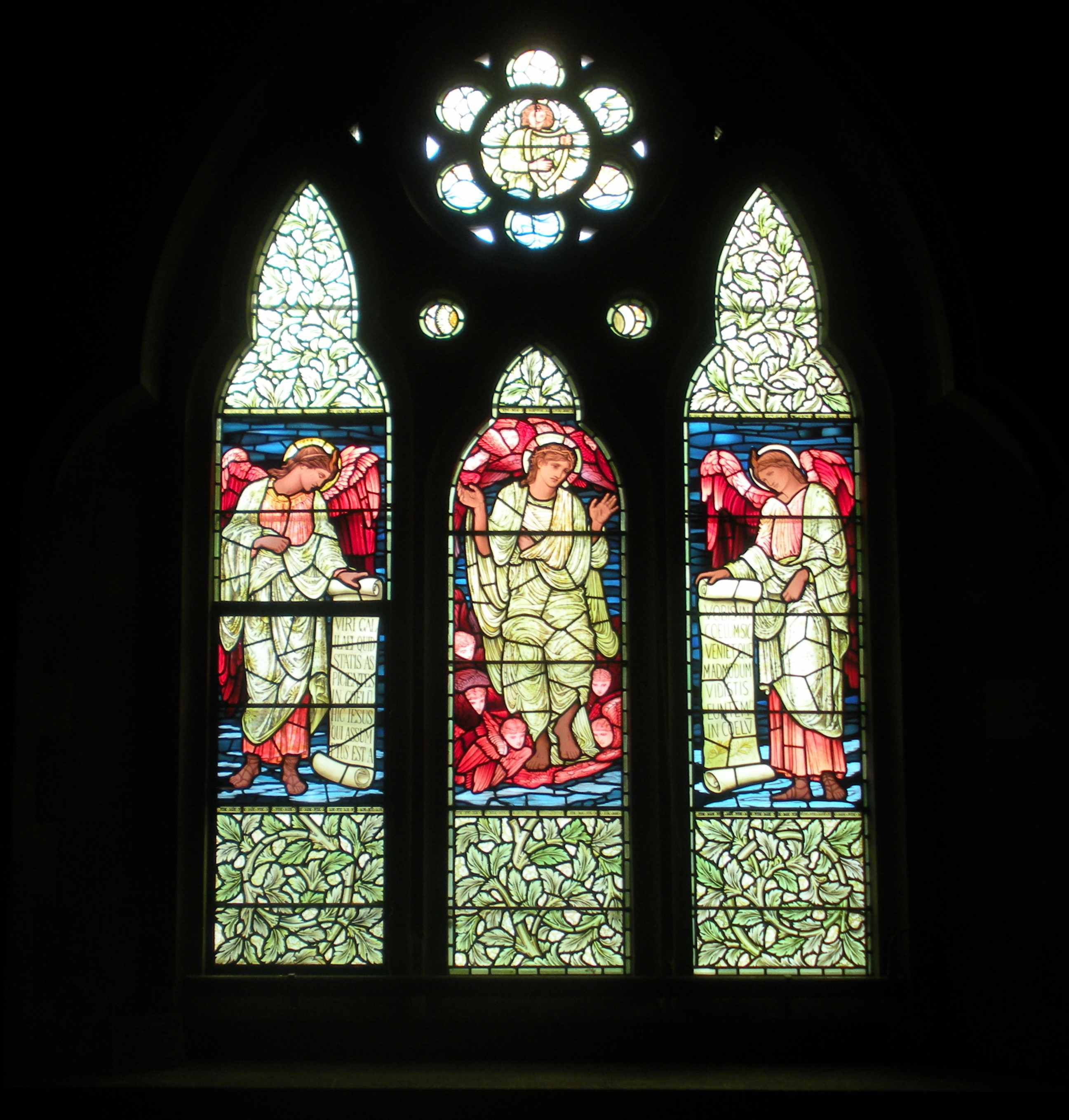
Спаситель мира. Церковь Святого Михаила и всех ангелов, Уотерфорд, Хартфордшир. 1896
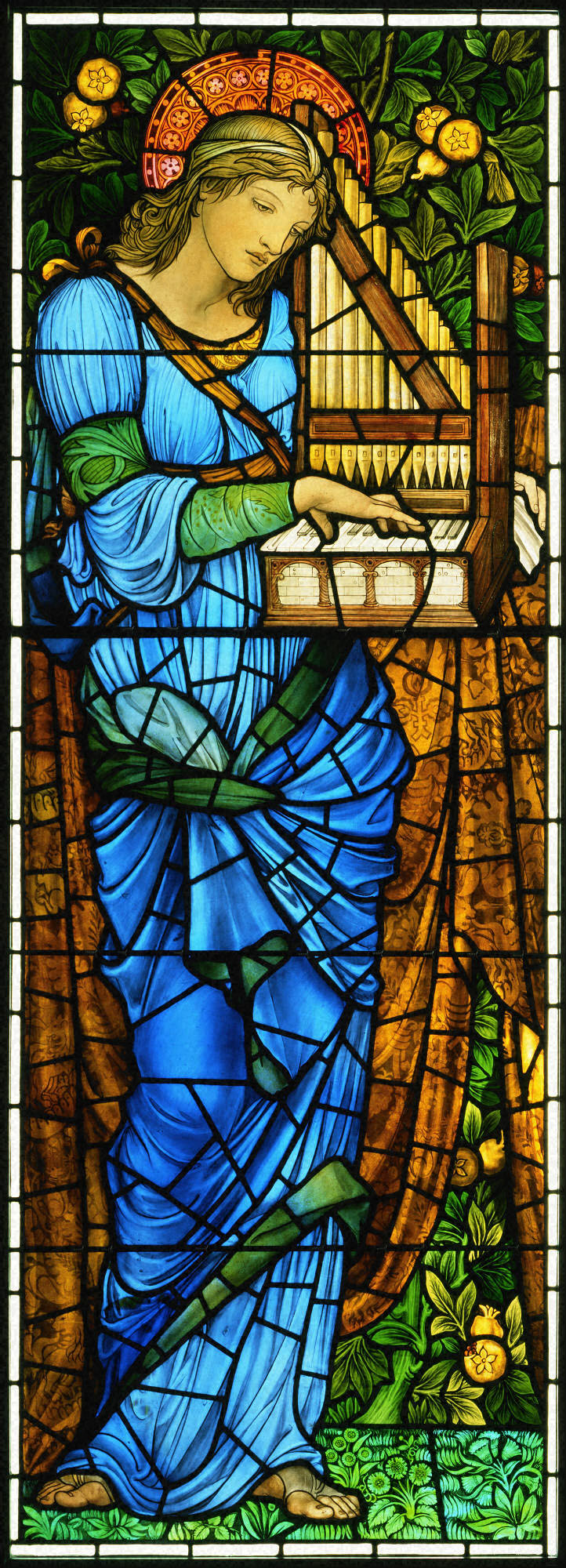
Святая Цецилия. Ок. 1900]]
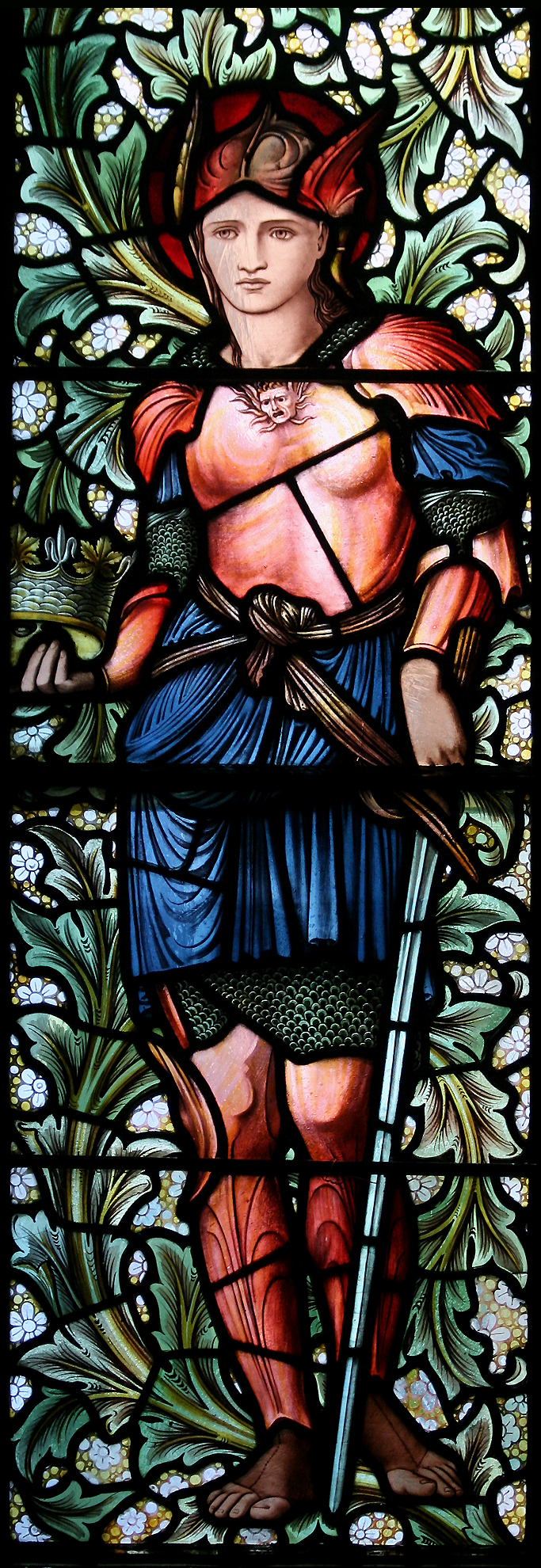
Юстиция. Церковь святых Андрея и Павла. Монреаль
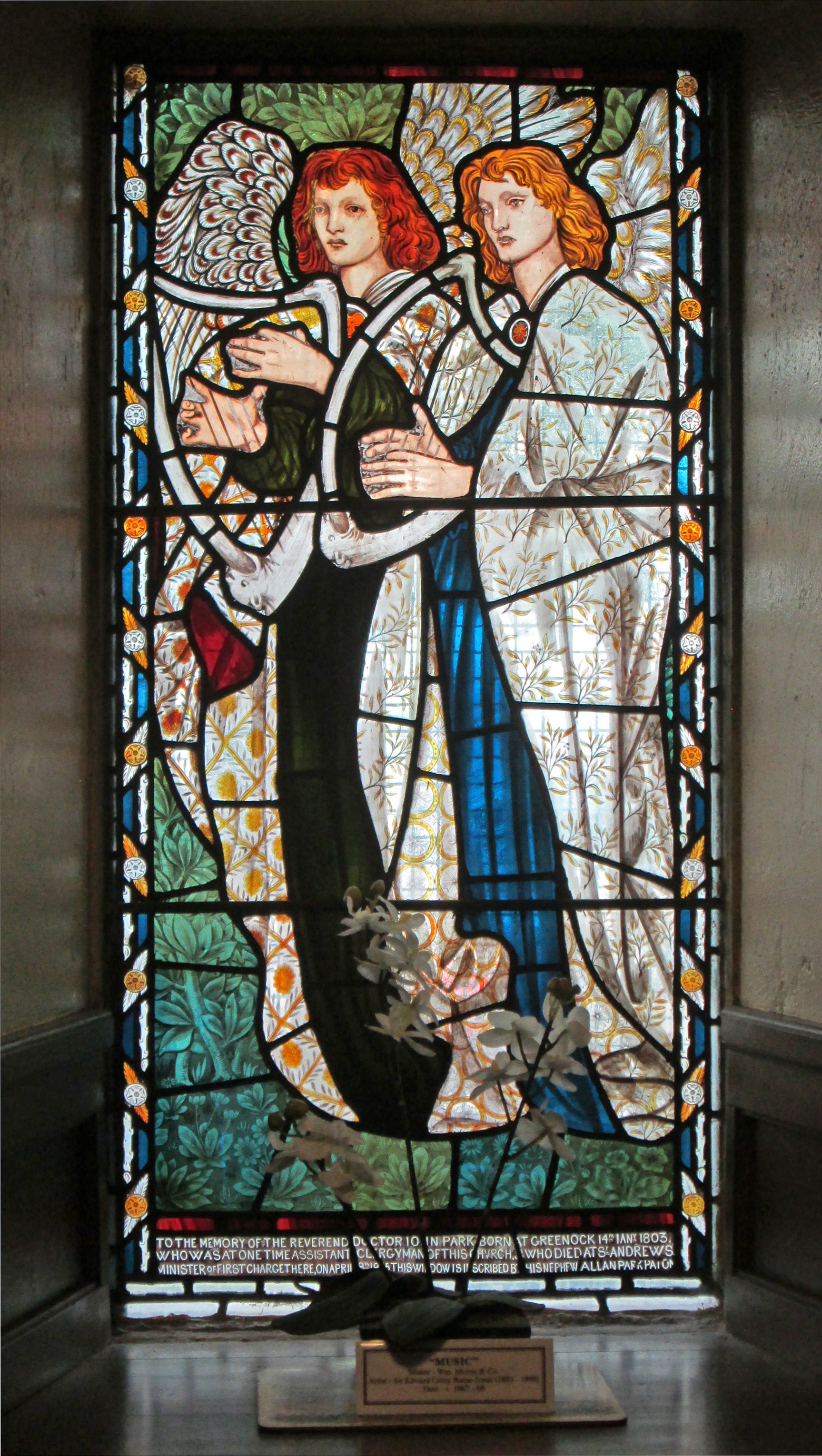
Музыка. Старая западная церковь, Гринок, Шотландия

## Графика, шпалеры

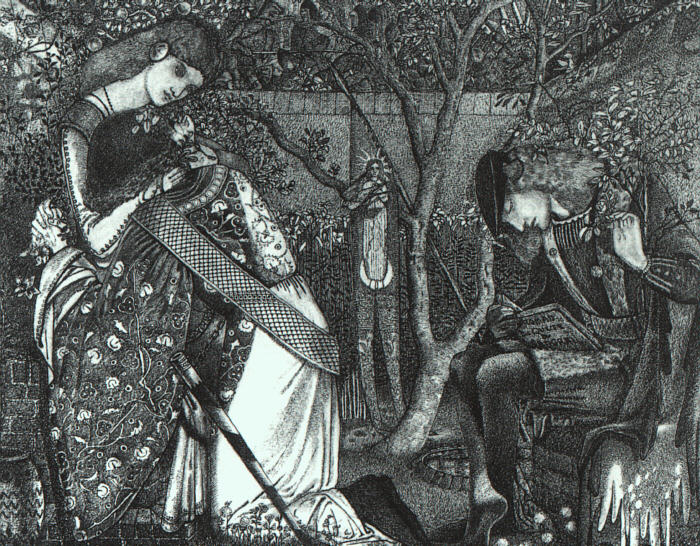
Прощание рыцаря. 1858. Бумага, перо, чернила
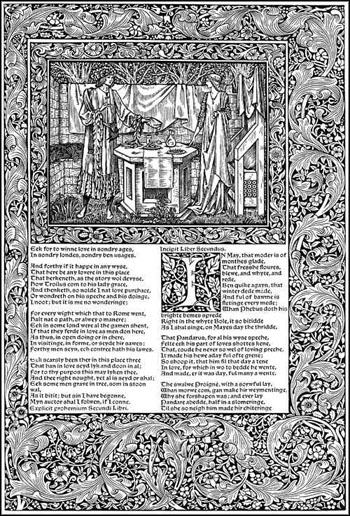
Троил и Хрисеида, иллюстрация к «Кельмскотту» Дж. Чосера. 1896. Орнаментальное обрамление У. Морриса
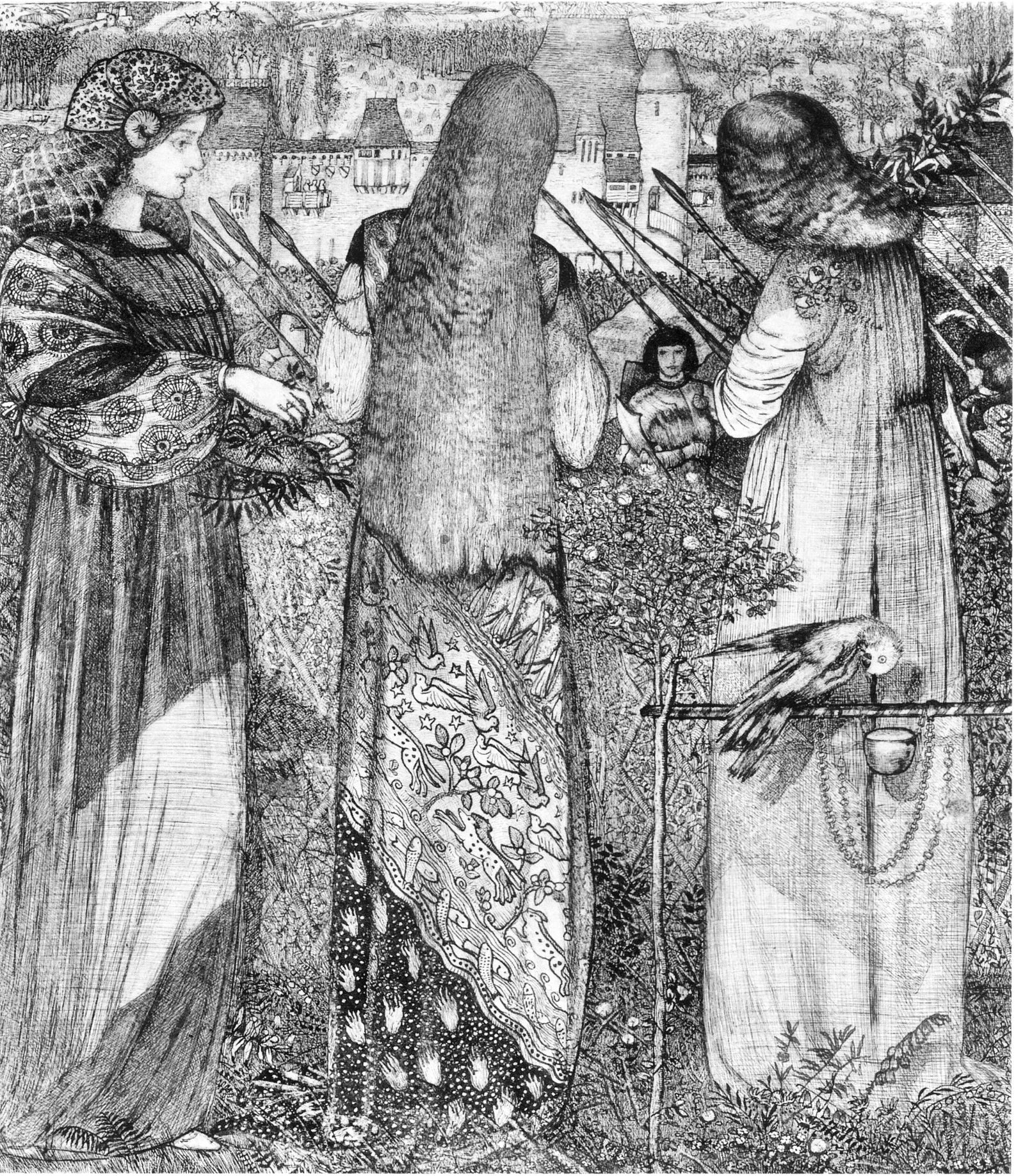
Отправление на битву. 1858. Бумага, перо, кисть, чернила
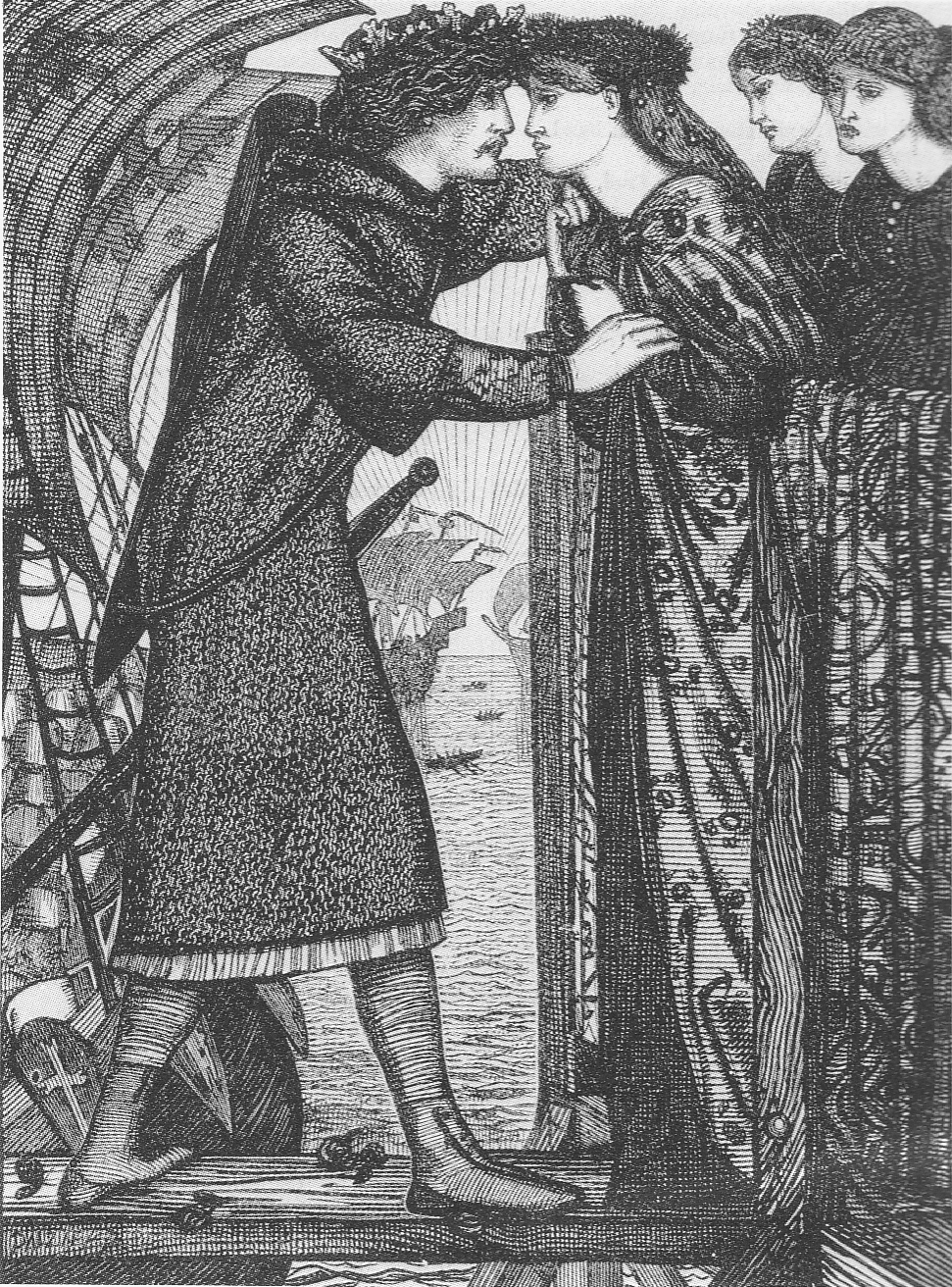
Король Сигурд. Из сборника «Добрые слова». 1862. Гравюра на дереве по рисунку Э. Бёрн-Джонса
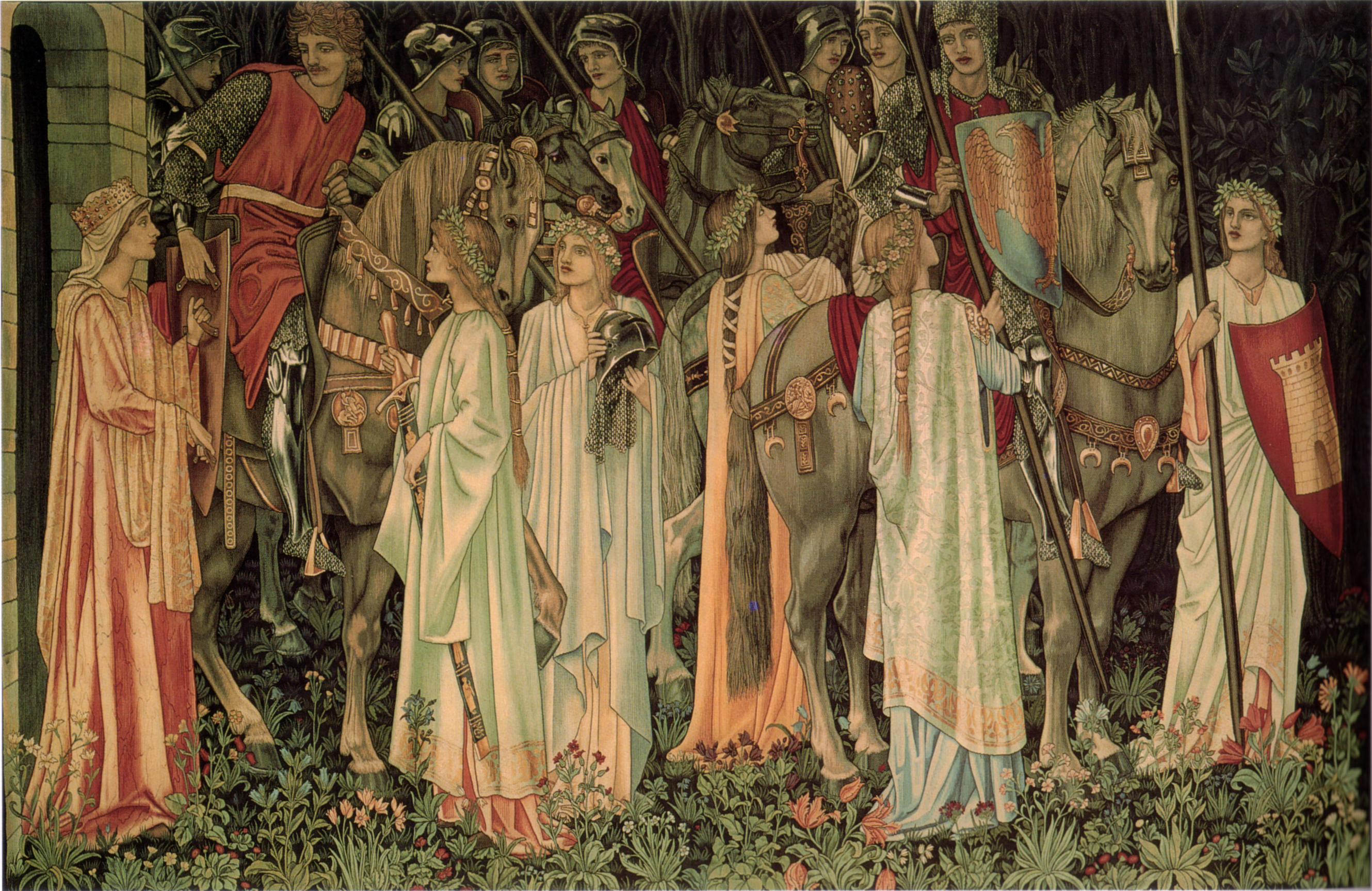
Снаряжение и отправление рыцарей. Шпалера серии «Святой Грааль». 1890-е
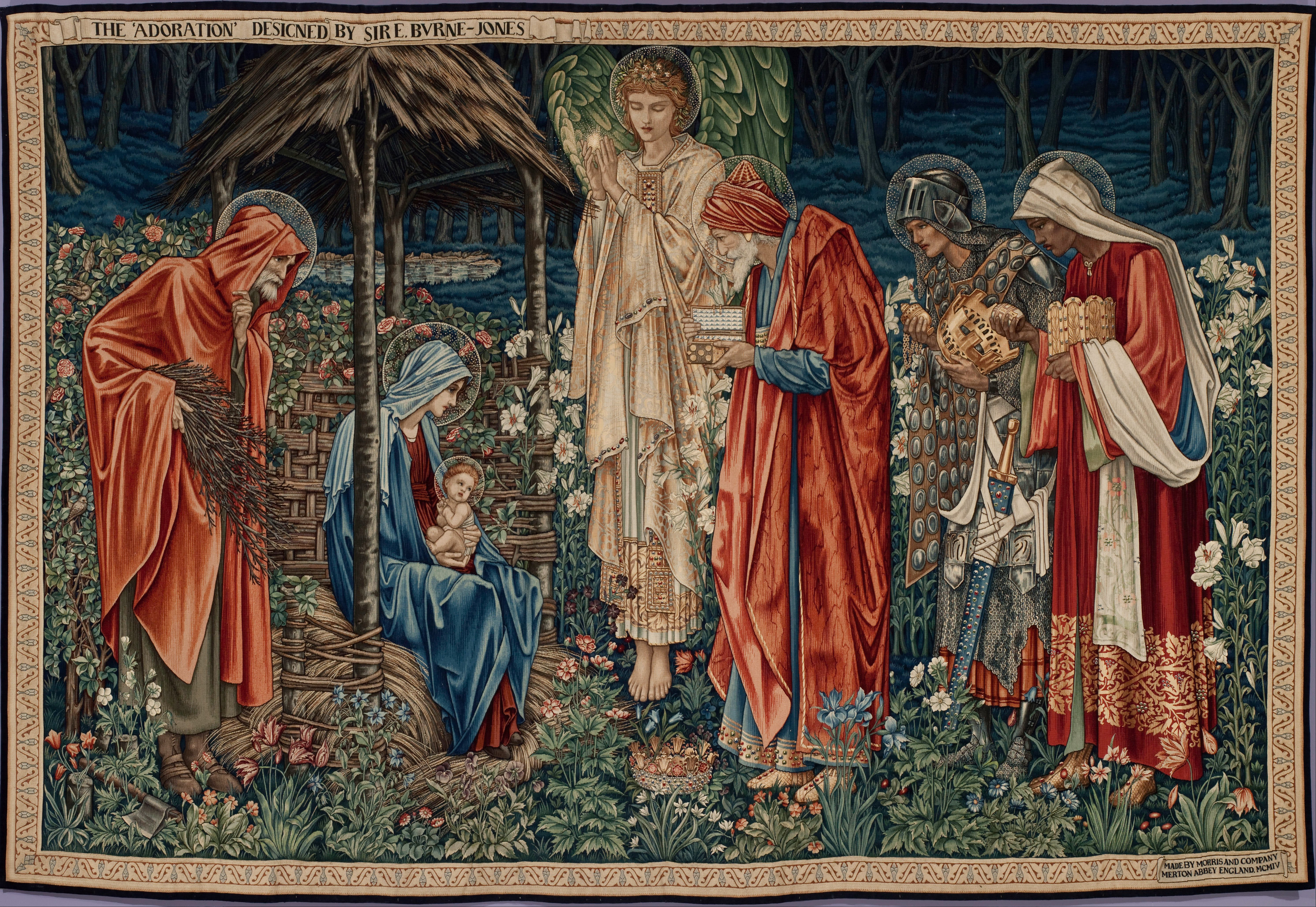
Дж. Дирл, Э. Бёрн-Джонс, У. Моррис. Поклонение волхвов. 1904. Музей Орсе, Париж. Вариант: Государственный Эрмитаж, Санкт-Петербург

## Список живописных произведений художника
- 1872—1877 — «Зачарованный Мерлин» / The Beguiling of Merlin. Картина была заказана меценатом и коллекционеров предметов искусств Фредериком Ричардсом Лейлэндом
- 1872—1874 — «Пан и Психея» / Pan and Psyche
- 1873 — «Любовь среди руин» / Love Among the Ruins
- 1876 — «Благовещение» / The Annunciation
- 1880 — «Золотая лестница» / The Golden Stairs
- 1882 — «Утро Воскресения» / The Morning of the Resurrection
- 1884 — «Король Кофетуа и нищенка» / King Cophetua and the Beggar Maid
- 1886—1887 — «Голова Горгоны» / The Baleful Head
- 1890 — «Вифлеемская звезда» / The Star of Bethlehem
- 1890 — «Лес шиповника» / The Briar Wood
- 1882—1898 — «Книга цветов» / The Flower Book
- 1898 — «Последний сон Артура» / The last sleep of Arthur